# Bang (singel Mortalcia)
Bang – singel polskiego influencera Mortalcia w kolaboracji z Postirolem i Kingą Banaś, który został wydany 14 sierpnia 2023.
Nagranie otrzymało w Polsce status złotej płyty 24 kwietnia 2024.
Singel zdobył ponad 5 milionów wyświetleń w serwisie YouTube (na kwiecień 2024) oraz ponad 2 miliony odsłuchań w serwisie Spotify (na kwiecień 2024).

## Nagrywanie
Utwór został wyprodukowany przez CrackHouse, a dokładniej Dawida Łopatowskiego (znanego jako Divix) oraz Michała Kacprzaka (znanego jako Hellfield). Za mix/mastering oraz realizację utworu odpowiada również CrackHouse. Tekst do utworu został napisany przez Patryka Barana, Alana Kowalczewskiego oraz Kingę Banaś.

## Twórcy
- Patryk Baran, inaczej Mortal albo Mortacio – tekst, wokal
- Alan Kowalczewski, inaczej Postirol – tekst, wokal
- Kinga Banaś – tekst, wokal
- Michał Baron, inaczej Boxdel – tekst, wokal
- Dawid Łopatowski, inaczej Divix – produkcja, kompozycja, realizacja, mix/mastering
- Michał Kacprzak, inaczej Hellfield – produkcja, kompozycja, realizacja, mix/mastering

## Certyfikaty
| Kraj          | Certyfikat  |
| ------------- | ----------- |
| Polska (ZPAV) | złota płyta |